# علي لغزيوي
علي لغزيوي (1948 - 2011) كاتب مغربي. كان مسؤولًا عن تدبير خزانة القرويين، ذات الصيت العالمي، التي تعد ذاكرة للكتب والمخطوطات القديمة.

## حياته
حصل لغزيوي، بعد دراسته الابتدائية والثانوية بالدار البيضاء وفاس، على دبلوم في الدراسات العليا حول الأدب السياسي والحرب في الأندلس (جامعة سيدي محمد بن عبد الله / 1987)، ودكتوراه الدولة في النقد الأندلسي في القرن السابع والثامن الهجري (جامعة محمد الخامس الرباط / 1987).
كان لغزيوي أستاذا في النقد الأدبي والأدب الأندلسي بكلية الآداب والعلوم الإنسانية ظهر المهراز، ومسؤولا بقسم الترجمة بالكلية نفسها. ويعد الدكتور لغزيوي عالما من علماء المغرب؛ إذ عمل أستاذا بكليتي الآداب والعلوم الإنسانية بكل من وجدة وفاس وعضوا بالمجلس العلمي المحلي لإقليم صفرو، وبرابطة الأدب الإسلامي العالمي.
ترك زخما هائلا من الأعمال الأدبية والعلمية منها "الصحراء المغربية في البحوث الجامعية"، و"دليل الأطروحات الجامعية"، و"نظرية الشعر في النقد العربي القديم و"موسوعة عربية حول التراث العربي"، و"نظرية الأغراض الشعرية عند حازم القرطاجني"، و"خزانة القرويين بين الماضي والحاضر"، و"حضارة الأندلس في الزمان والمكان"، و"أهمية العلوم الشرعية في حياة الأمة الإسلامية".
وُوري الثرى بمقبرة وسلان بمدينة فاس عصر يوم الأحد 16 أكتوبر 2011 الموافق ل18 ذي القعدة 1432 هـ.

## مؤلفاته
صدر له عدة كتب ومؤلفات منها:
- أدب السياسة والحرب في الأندلس: من الفتح الإسلامي إلى نهاية القرن الرابع الهجري. الطبعة الأولى: 1987 - مكتبة المعارف - الرباط، المغرب.
- فاس في شعر محمد الحلوي (بالاشتراك). الطبعة الأولى: 1994 - مطبعة أنفوبرانت - فاس - المغرب.
- الباقي من كتاب القوافي: حازم القرطاجني: تقديم وتحقيق سلسلة نصوص تراثية: 1. الطبعة الأولى: 1996 - دار الأحمدية - الدار البيضاء - المغرب.
- الصحراء المغربية في البحوث الجامعية. الطبعة الأولى: 1999 - مطبعة أنفوبرانت - فاس - المغرب.
- مقدمة في العروض لأبي عبد الله السقاط. تقديم وتحقيق سلسلة نصوص تراثية: 2. الطبعة الأولى: 2000 - مطبعة أنفوبرانت - فاس - المغرب.
- مدخل إلى المنهج الإسلامي في النقد الأدبي (التأسيس). نشر وزارة الأوقاف والشؤون الإسلامية - المغرب. سلسلة كتاب دعوة الحق/ العدد السادس. الطبعة الأولى: 1421 هـ/ 2001 م - مطبعة فضالة - المحمدية - المغرب.
- نظرية الشعر والمنهج النقدي في الأندلس: (حازم القرطاجني نموذجا). الطبعة الأولى: 1428 هـ/ 2007 م. مطبعة سايس - فاس.
- دليل الرسائل والأطروحات في الجامعات المغربية - منشور على قرص مدمج -
- مزدغة وبعض أعلامها: رصيد من الإشعاع الروحي والعلمي. منشورات المجلس العلمي لاقليم صفرو: سلسلة كتاب صوت المجلس 1. الطبعة الأولى: 1432/2010 - الشركة العامة للتجهيز والطبع فاس -

## نبذة عن حياته ونشاطه الأدبي

### الحياة المهنية
- أستاذا للسلك الثاني للتعليم الثانوي بمكناس 1978-1971
- أستاذ مساعد بجامعة محمد الأول بوجدة 1971-1981
- أستاذ مساعد بجامعة سيدي محمد بن عبد الله بفاس 1985-1990
- أستاذ محاضر بجامعة سيدي محمد بن عبد الله بفاس 1990-1994
- أستاذ التعليم العالي بجامعة سيدي محمد بن عبد الله بفاس منذ 1994
- محافظ خزانة القرويين 2000-2005

## المسؤوليات العلمية
- عضو المجلس العلمي المحلي لإقليم صفرو
- عضو رابطة الأدب الإسلامي العالمية

- رئيس منتخب لشعبة اللغة العربية وآدابها بكلية الآداب بوجدة 1984-1985
- عضو بمجلس جامعة سيدي محمد بن عبد الله فاس 1994-1995
- عضو بمجلس كلية الآداب بفاس
- رئيس وحدة البحث والتكوين نظرية الشعر في النقد العربي القديم بجامعة سيدي محمد بن عبد الله بفاس
- المسؤول العلمي بمعهد الدراسات المصطلحية بجامعة سيدي محمد بن عبد الله بفاس
- رئيس مجموعة البحث في المصطلح النقدي بجامعة سيدي محمد بن عبد الله بفاس
- عضو مؤسس وكاتب عام للجمعية المغربية للتراث
- عضو وحدة البحث والتكوين الشعرية الأندلسية بجامعة سيدي محمد بن عبد الله بفاس
- عضو وحدة البحث والتكوين تراث الغرب الإسلامي بكلية الآداب وجدة
- معد ومقدم لعدة برامج ثقافية إذاعية بإذاعتي وجدة وفاس

## محاضرات وندوات
فيما يلي نماذج من المحاضرات والندوات التي ألقاها الدكتور علي لغزيوي، والتي توجد نصوص بعضها بموقعه الرسمي:
داخل المغرب:
- نظرية التربية والتعليم في الإسلام: وجدة
- فلسفة الوقف ووظائفه الاجتماعية في الإسلام: آزرو
- أبو بكر ابن العربي المجتهد: فاس
- العولمة والصراع الحضاري: فاس
- الإعجاز البياني والرؤية الجمالية في الإسلام بين القديم والحديث: فاس
- النقد الأدبي القديم في المغرب: روافده واتجاهاته: وجدة
- ثورة زيري ابن عطية على المنصور ابن أبي عامر ونتائجها: وجدة
- التناسب بين الغرض والوزن عند حازم القرطاجني: أكادير
- مدخل إلى الحركة النقدية في سبتة خلال القرنين السابع والثامن: تطوان
- خزانة القرويين بين الماضي والحاضر والمستشرف: الرباط
- جوانب من الأدب في المغرب الأقصى: وجدة
- لسان الدين ابن الخطيب: الشخصية والعصر: تطوان
- المغرب الشرقي بين الماضي والحاضر: وجدة
- المصطلح النقدي وعلاقته بباقي العلوم: فاس
- سبتة: التاريخ والتراث: تطوان
- حضارة الأندلس في الزمان والمكان: المحمدية
- الدراسة المصطلحية والعلوم الإسلامية: فاس
- مشكلة التعريف في المصطلح النقدي العربي الحديث: وجدة
- التراث الإسلامي: مفهومه وتوظيفه: الدار البيضاء
- تحقيق التراث المغربي الأندلسي: حصيلة وآفاق: وجدة
- أهمية العلوم الشرعية في حياة الأمة الإسلامية: فاس
- مناهج تحليل الخطاب: مفاهيم وأبعاد: مكناس

خارج المغرب:
- نظرية الأغراض الشعرية عند حازم القرطاجني: المملكة العربية السعودية
- الإطراب في التراث النقدي العربي: الإمارات العربية المتحدة
- نظرية الأجناس الأدبية عند حازم القرطجاني: المملكة العربية السعودية
- ندوة النقد الأدبي واللسانيات: الجزائر
- جمالية الشعر العربي وتلقيه من خلال الإطراب: النيجر
- نظرية النظم عند عبد القاهر الجرجاني وعلاقتها بالإعجاز القرآني: النيجر
- مفهوم الشعر ومكوناته: النيجر
- نظرية عمود الشعر: النيجر
- تحليل النصوص: النيجر
- التربية والتعليم في الإسلام: النيجر
- الأدب الإسلامي: النيجر
- نظرية الأجناس الأدبية عند حازم القرطاجني: النيجر
- مقررات الأدب والنقد: النيجر